# Atenguillo
Atenguillo – miejscowość w zachodniej części meksykańskiego stanu Jalisco, w regionie Sierra Occidental, położone około 120 km na zachód od stolicy stanu – Guadalajary, leżące nad rzeką Atenguillo. Jest siedzibą władz gminy Atenguillo. Miejscowość w 2010 r. zamieszkiwało 1547 osób, natomiast ludność całej gminy liczyła 4115 osób. Klimat Atenguillo jest subtropikalny, według klasyfikacji Wladimira Köppena, należy do umiarkowanie ciepłych (Cwa), z łagodnym, umiarkowanie wilgotnym latem i suchą zimą.